# درخت پول
درخت پول نام تجاریِ درخت پُوشیرا اَکواتایکا (نام علمی: 'Pachira aquatica') می‌باشد.
این درخت از زیرشاخه Bombacoideae و از خانواده Malvaceae یا پنیرکیان می‌باشد.

## نام درخت
این درخت با نام‌های بسیاری، همچون شاه بلوط مالابار، شاه بلوط گینه، درخت تدارکات، مهره صبا، مونگوبا (در برزیل)، پومپو (در گواتمالا) و گیاه پول نیز شناخته می‌شود.
در لاتین واژه اَکواتیک (aquatic) به معنای «آبزی» است.
به نظر می‌رسد علت نامگذاری آن به نام «درخت پول» از داستانی قدیمی منشأ می‌گیرد که در آن مردی فقیر برای ثروتمند شدن دعا می‌کند و در راه، بوتهٔ این گیاه عجیب را می‌یابد، آن را به عنوان نشانه‌ای نیک به خانه خود می‌برد و پس از مدتی از فروش گیاهانی که از دانه‌های آن رشد کرده بودند، ثروتمند می‌گردد.

## مشخصات
این گیاه خودرو (وحشی) می‌تواند تا ارتفاع ۱۸ متر از سطح زمین رشد کند. برگ‌های آن شبیه به برگهای نخل، به رنگ سبز براق با برگچه‌های نوک تیز و صاف است. گل‌های زیبای آن گلبرگ باریک و بلند دارد، و به رنگ زرد مایل به نارنجی است.

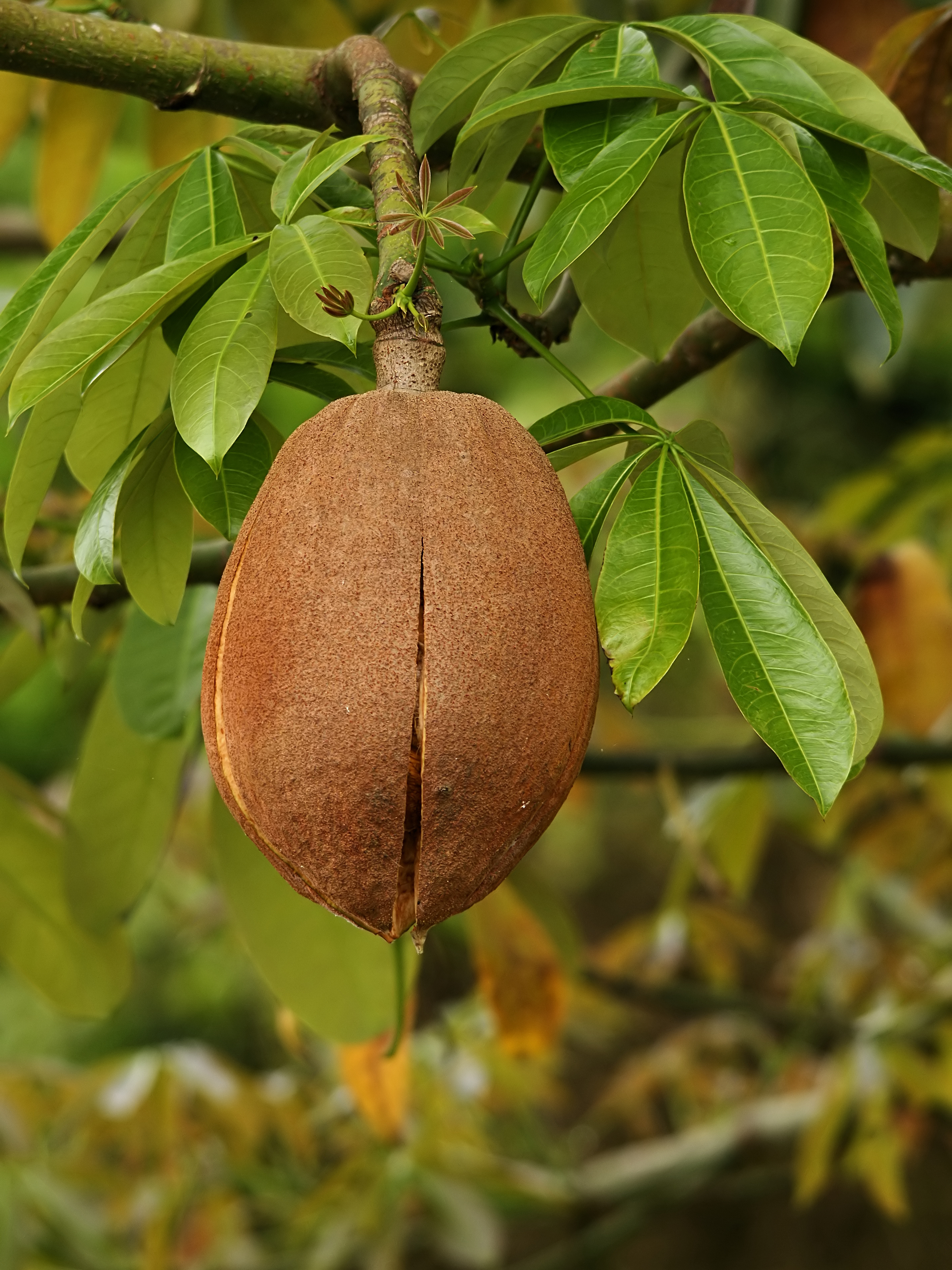
میوه درخت پول

## رشد و نگهداری

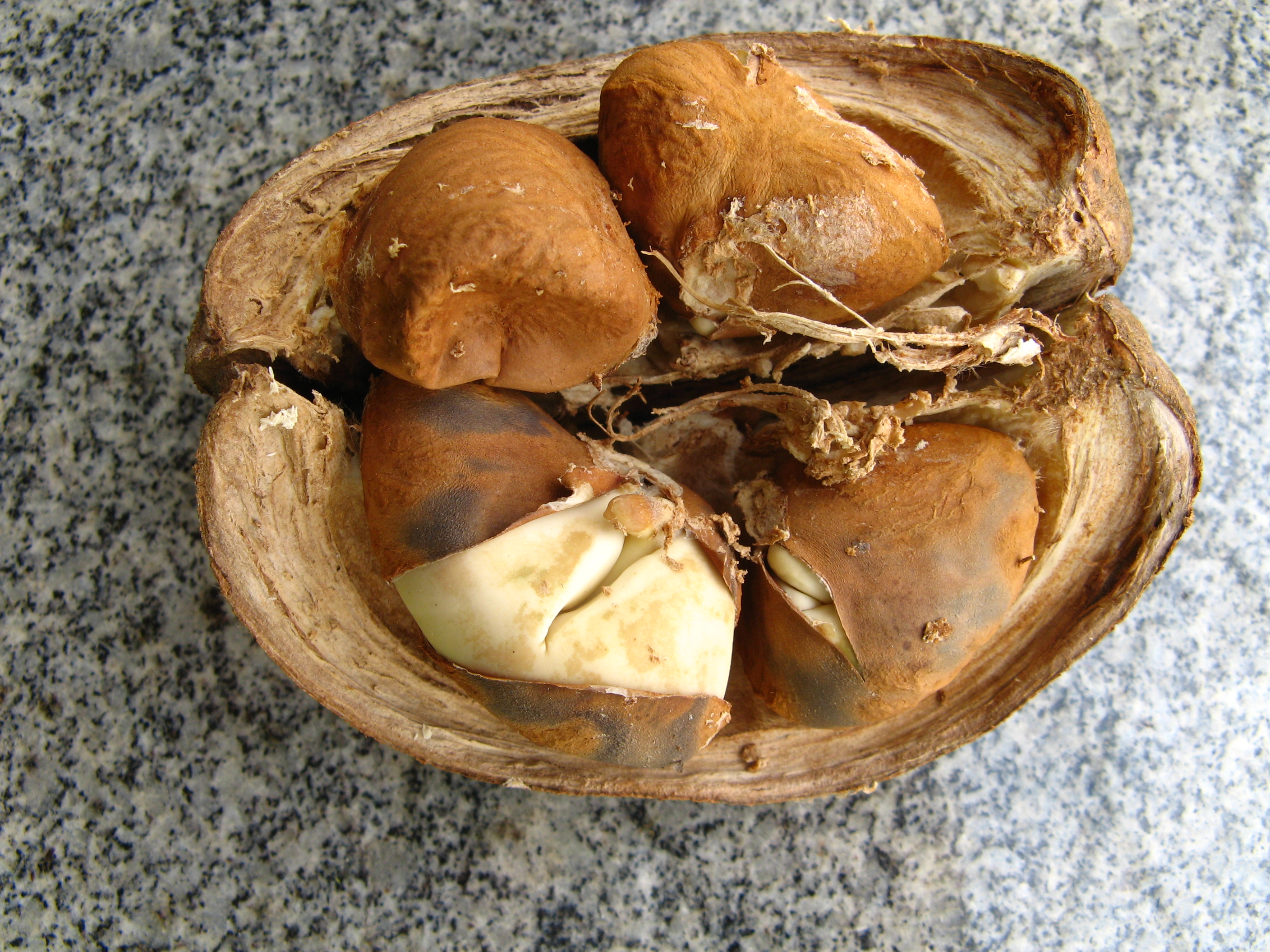
دانه خوراکی میوه درخت پول

این درخت در آب و هوای گرمسیری و مرطوب رشد می‌کند و آن را از طریق دانه و قلمه زدن تکثیر می‌کنند.  بسیار بادوام بوده و تطبیق پذیری بسیار خوبی با شرایط مختلف دارد. این گیاه به نور فراوان خورشید نیاز دارد، هر چند باید از تابش مستقیم نور خورشید در طول تابستان به آن جلوگیری کرد؛ چراکه ممکن است باعث آفتاب سوختگی برگها شود.

## کاربرد اقتصادی
اولین کاربرد این درخت استفاده از دانه‌های خوراکی آن است، این دانه‌ها در غلافی چوبی و بزرگ رشد می‌کنند. دانه‌ها به رنگ قهوه ای روشن و با خطوط سفید رنگ می‌باشد و طعمی شبیه به طعم بادام زمینی دارند، و به صورت خام یا تفت داده شده مصرف می‌شوند؛ همچنین از آرد دانه‌ها برای تهیه نان استفاده می‌کنند. حتی برگ‌ها و گل‌های این گیاه نیز خوراکی هستند.
در کشور چین این درخت به عنوان درختی زینتی نگهداری می‌شود. اما در کشور ژاپن محبوبیت این درخت بیشتر ریشه در خرافات دارد؛ مردم ژاپن معتقدند که این درخت باعث افزایش درآمد آنها و بهبود کسب و کار آنها می‌شود. گفتنی است که این درخت نقش مهمی در اقتصاد کشاورزی کشور تایوان بازی می‌کند، این کشور در سال ۲۰۰۵ با صادرات آن درآمدی حدود هفت میلیون دلار آمریکا کسب کرد.